# Ficus papyratia
Ficus papyratia is een slakkensoort uit de familie van de Ficidae. De wetenschappelijke naam van de soort is voor het eerst geldig gepubliceerd in 1822 door Say.